# Antechinomys laniger
Il kultarr (Antechinomys laniger Gould, 1856) è un piccolo mammifero marsupiale che si muove con grande agilità attraverso i boschi e la boscaglia semi-desertica, balzando sulle zampe posteriori allungate ma atterrando su quelle anteriori.
Il manto del kultarr è fulvo chiaro o bruno, con parti inferiori bianche, occhi e orecchie grandi e una coda lunga, sottile e munita di pennacchio. Notturno di natura, può scavare rifugi poco profondi e occupare crepe o tane di altri animali.

## Caratteristiche fisiche
- Lunghezza del corpo: 7–10 cm
- Coda: 10–15 cm
- Status: rischio minimo
- Gestazione:12 giorni

## Habitat
Il kultarr vive nella zona che comprende l'Australia meridionale e centrale. Questo piccolo mammifero marsupiale non ha un particolare tipo di habitat poiché vive indifferentemente nel bosco, nella prateria e nel deserto. Il kultarr ha una serie di adattamenti per affrontare il duro ambiente arido dell'Australia, tra cui il torpore, simile all'ibernazione, che aiuta a conservare energia.

## Nutrimento
Il kultarr si ciba prevalentemente di insetti e piccoli roditori. Per le prede più grandi degli insetti il kultarr usa uno stile di caccia simile a quello del topo marsupaile dalla coda grassa, suo parente. Infatti, caccia balzando sulle prede e dando loro un morso fatale sul collo.

## Curiosità
Le popolazioni possono apparire in una località e "sparire" improvvisamente. L'allagamento delle tane degli animali durante le forti piogge potrebbe esserne la causa.